# Zichy-tó
A Zichy-tó egy öntözőtóként alkalmazott, félig mesterséges tó a Fejér vármegyei Zichyújfalu külterületén.

## Földrajza
A tavat a talajvíz mellett a Pálmajortól nem messze eredő Pál-forrás is táplálja, a tó zsilipje pedig a Középső-Hippolyt-árokba vezeti el a vizet. A Középső-Hippolyt-árok nincs egy kilométer hosszú, mivel beletorkollik a tőle keletre folyó Keleti-Hippolyt-árokba. 
Északra és keletre lombos erdősávok helyezkednek el. Déli részét gát választja el az alacsonyan fekvő rétektől, a gáton földesút halad végig, nyugati részétől néhány száz méterre pedig a 6212-es út halad el. A tó közelében található Zichyújfalu temetője, amihez érdekes históriák fűződnek.
Az öntözőtó közepén egy mesterséges sziget emelkedik ki.

## Élővilága
A tó, melyet néhány éve átalakítottak öntözőtóvá, aránylag kisebb mérete ellenére nagyon gazdag madár- és halfajokban. 2011-ben tizenkét ott élő hattyút számoltak össze a falusiak. A tótól északra található vadvédelmi terület egy mocsaras árterületet foglal magába, melyet a Pál-patak (mely a tóba folyik) áraszt el minden tavasszal. Itt számos őzcsalád és egyéb vadak élnek.

## Gazdasága
A tó nyugati részén raktársor, gépudvar és magtárak helyezkednek el. Az egykoron vegyszerüzemként üzemelő terület is a tó nyugati részén található, ahol növényvédő szereket hígítottak vízzel.